# Oldsmobile F-Serie
Der Oldsmobile F-Serie war ein PKW der oberen Mittelklasse, der von 1928 bis 1938 von Oldsmobile, einer Marke von General Motors, gebaut wurde. Bis 1931 war er das einzige Modell der Marke und trug neben der Modellbezeichnung F noch das Modelljahr im Namen. Ab 1932 wurde ihm der Oldsmobile L-Serie mit Achtzylindermotor zur Seite gestellt.

## Von Jahr zu Jahr

### 1928–1931

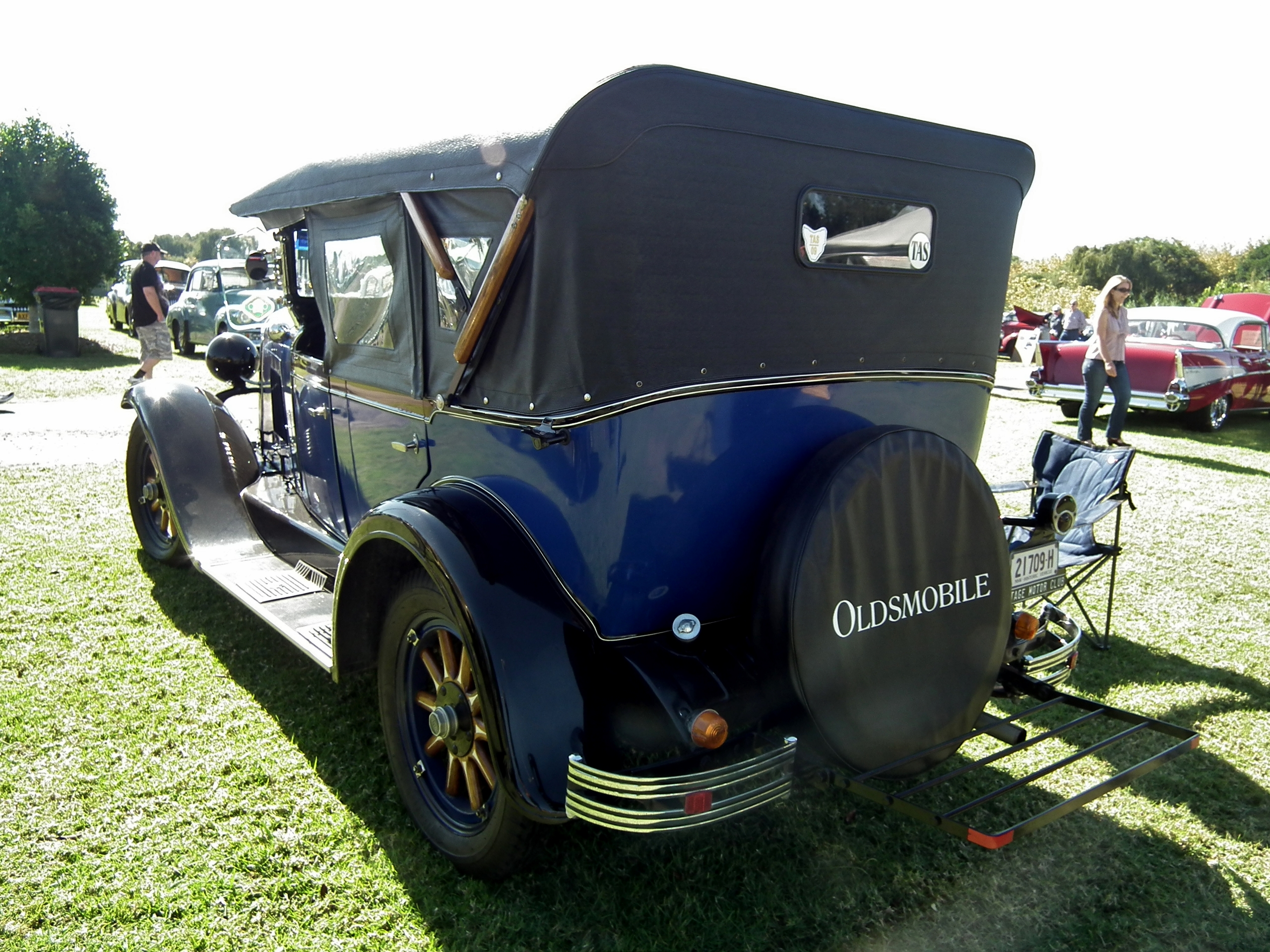
Heckansicht Tourenwagen (1928)

Im Modelljahr 1928 bot Oldsmobile den Nachfolger des Modells 30-E an. Neben den klassischen, offenen Aufbauten, wie dem zweitürigen Roadster und dem viertürigen Tourer, gab es zweitürige Coupés mit drei Sitzen, eine zweitürige Limousine mit vier Sitzen, ebenso wie eine Limousine und ein Landaulet mit jeweils vier Türen und fünf Sitzplätzen. Alle Aufbauten waren in Standard- und Deluxe-Ausführung (z. B. mit verchromten Scheinwerfergehäusen) verfügbar. Gegenüber dem Vorgänger waren Wagen und Motor in der Größe gewachsen. Der seitengesteuerte Sechszylinder-Reihenmotor mit 3228 cm³ Hubraum leistete 55 bhp (40 kW) bei einer Drehzahl von 3000 min−1, die über Einscheibentrockenkupplung, Dreiganggetriebe mit Mittelschaltung und Kardanwelle an die Hinterräder weitergeleitet wurden. Je nach Modell gab es Stahlscheibenräder oder Räder mit Holz- oder Stahlspeichen. Alle vier Räder waren mechanisch gebremst.
1929 gab es wenig Änderungen. Nur die Motorleistung legte auf 61 bhp (45 kW) zu, die schon bei 2600 min−1 anstanden. Zwischen den Standard- und Deluxe-Ausführungen gab es in diesem Jahr auch noch eine Special-Ausführung. 1930 fiel das Landaulet weg, dafür kam ein „Patrician-Sedan“ (Luxuslimousine) und die Motorleistung stieg erneut auf 62 bhp (46 kW) bei 3000 min−1.
1931 gab es stilistisch wieder keine Änderungen, aber der Tourer fiel weg und dies Fahrgestelle hatten rund 25,4 mm (1″) weniger Radstand. Die Motorleistung erreichte 65 bhp (48 kW) bei 3350 min−1 und das Dreiganggetriebe erhielt eine Synchronisierung.

### 1932–1938
1932 gab man die Bezeichnung nach Baujahr auf. Künftig hieß die Modellreihe nur noch F-Serie. Neben dem bisherigen Sechszylindermodell gab es nun auch ein Achtzylindermodell, die L-Serie. In der kleinen Modellreihe wurde ein größerer Motor mit 3490 cm³ Hubraum eingebaut, der 74 bhp (54 kW) bei 3200 min−1 abgab. Auch die Fahrgestelle waren vergrößert worden und brachten es auf 2960 mm Radstand; die Aufbauten waren die gleichen wie im Vorjahr. Trotz dieser Verbesserungen sanken die Verkaufszahlen beträchtlich von 47.316 Exemplaren auf 13.797 Stück.
1933 wurden die Karosserien entscheidend überarbeitet. Kühlergrill und einteilige Windschutzscheibe waren leicht nach hinten geneigt und die vorderen Kotflügel wurden bis zu den Stoßfängern heruntergezogen. Der Motor wurde nochmals vergrößert und zog aus 3622 cm³ eine Leistung von 80 bhp (59 kW). Der Roadster entfiel und wurde durch ein Cabriolet ersetzt. Holzspeichenräder gab es nicht mehr. Mit 26.008 Wagen wurden fast doppelt so viele wie im Vorjahr abgesetzt. 1934 nahm man die Motorgröße wieder auf das Maß von 1932 zurück, die Leistung stieg aber auf 84 bhp (62 kW) bei 3400 min−1. Das Cabriolet war weggefallen, die anderen Aufbauten erhielten einen neuen Kühlergrill. Die mechanischen Bremsen wurden durch hydraulische ersetzt. Die Verkaufszahlen stiegen wieder über 40.000 Stück, sodass der Plan von GM, sich von einer der Marken Oldsmobile, Pontiac oder Buick zu trennen, ad acta gelegt wurde.
1935 stand wieder ein größeres Facelift an. Alle Türen waren nun hinten angeschlagen, die Kotflügel zeigten sich voluminöser und die nun geteilte Windschutzscheibe hatte eine leichte V-Form. Zusätzlich zu den normalen Limousinen (ohne Kofferraum) wurden Touring-Limousinen mit angebautem Kofferraum eingeführt. Die bisher seitlich des Motorraums aufgebauten Reserveräder verschwanden am Fahrzeugheck. Auch ein Cabriolet wurde wieder geliefert. Die Motorleistung erreichte bei unverändertem Hubraum 90 bhp (66 kW). Das Facelift von 1936 war nur geringfügig: Die Türen waren wieder vorne angeschlagen und die Scheinwerfer standen etwas höher über den Kotflügeln. Technisch gab es keine Änderungen.
Größere Änderungen standen 1937 an: Das feingliedrige, nach hinten geneigte Kühlergrill wurde durch ein senkrecht stehendes Exemplar mit sieben waagerechten Chrombügeln ersetzt. Der Motor wurde auf 3769 cm³ vergrößert und seine Leistung betrug 95 bhp (70 kW) bei 3400 min−1. 1938 blieben die Wagen fast ohne Änderungen, nur die Scheinwerfer saßen wieder etwas niedriger.

1939 löste die Serie 60, die teilweise noch als F-Serie bezeichnet wurde, die bisherigen Modelle ab. In 11 Jahren waren insgesamt 837.872 Wagen der F-Serie verkauft worden.

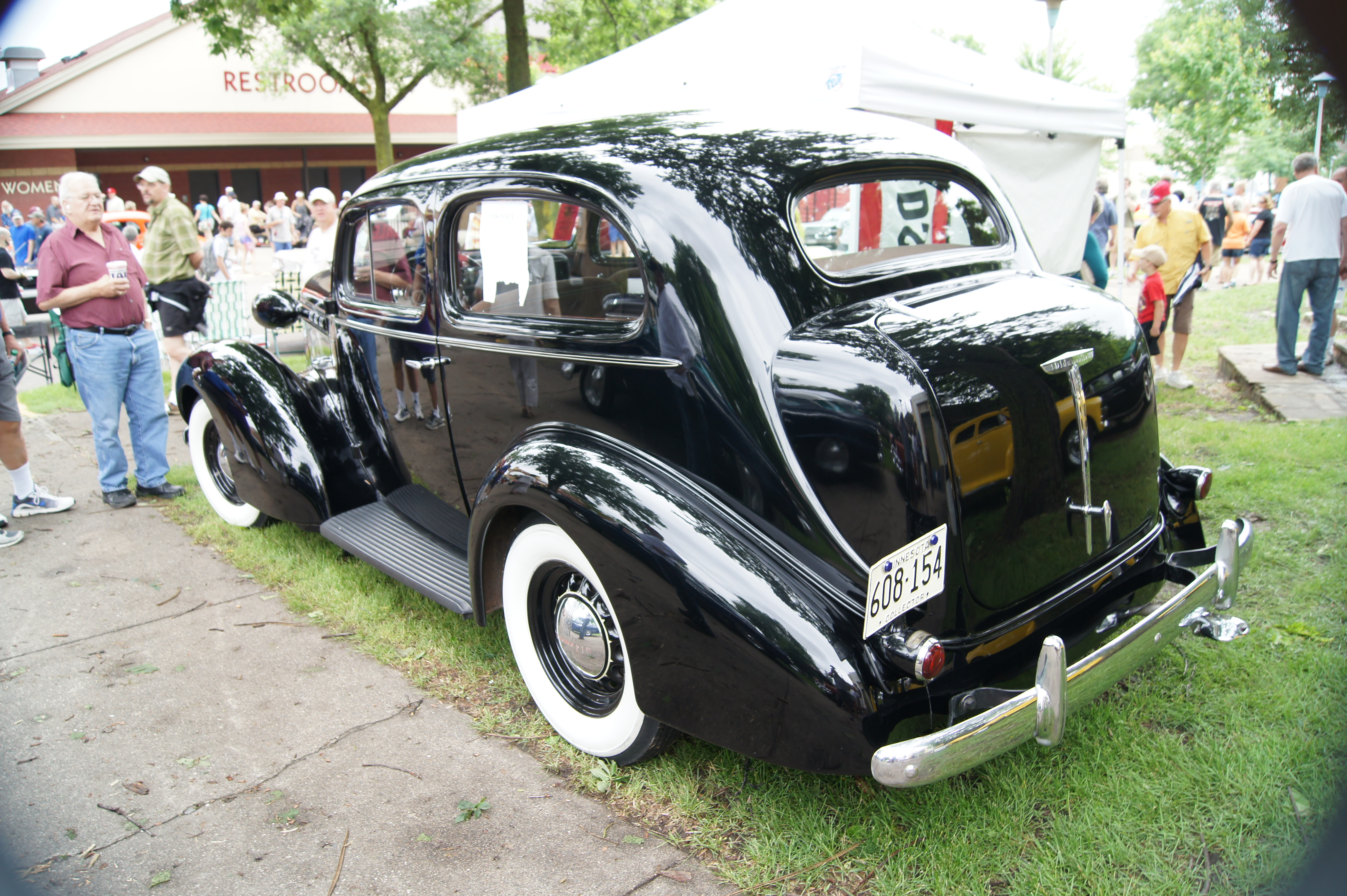
Heckansicht Limousine (1936)
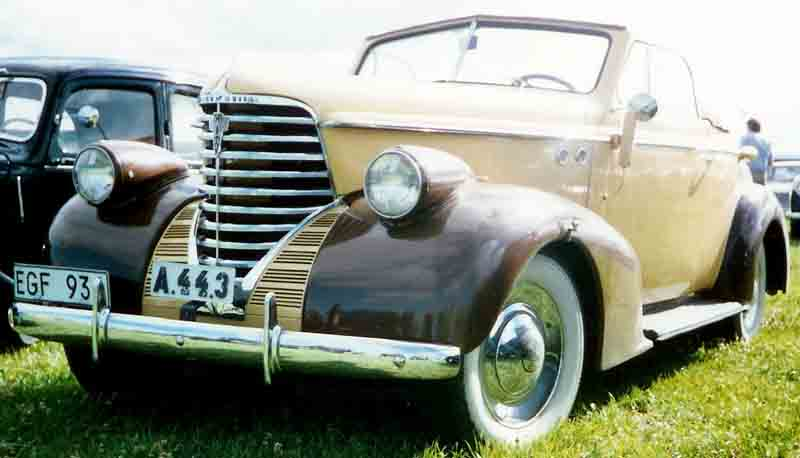
Oldsmobile F-Serie Cabriolet (1938)